# Scutia colombiana
Scutia colombiana là một loài thực vật có hoa trong họ Táo. Loài này được Marshall Conring Johnston miêu tả khoa học đầu tiên năm 1974.

## Phân bố
Loài này được tìm thấy tại Colombia.